# 6390 Hirabayashi
6390 Hirabayashi este un asteroid din centura principală de asteroizi.

## Descriere
6390 Hirabayashi este un asteroid din centura principală de asteroizi. A fost descoperit pe 26 ianuarie 1990 la Kitami de Kin Endate și Kazuro Watanabe. Asteroidul prezintă o orbită caracterizată de o semiaxă mare de 2,88 ua, o excentricitate de 0,18 și o înclinație de 6,1° în raport cu ecliptica.